# Леотар (футбольный клуб)
«Леотар» (серб. Фудбалски клуб Леотар, босн. Fudbalski Klub Leotar) ― футбольный клуб из Боснии и Герцеговины, базируется в городе Требине. Клуб был основан в 1925 году и в настоящее время играет в Первой иге Боснии и Герцеговины. В 2003 году «Леотар» отпраздновал свою первую победу в Премьер-лиге Боснии и Герцеговины.
Клуб принимает гостей на стадионе Полиции, вмещающем 6 000 зрителей.

## Достижения
- Чемпион Боснии и Герцеговины (1): 2003
- Финалист кубка Боснии и Герцеговины :  2003

## Результаты в еврокубках
| Сезон   | Турнир              | Раунд |            | Клуб          | Дома | В гостях |
| ------- | ------------------- | ----- | ---------- | ------------- | ---- | -------- |
| 2003-04 | Лига чемпионов УЕФА | 1QR   | Люксембург | Гревенмахер   | 2-0  | 0-0      |
|         |                     | 2QR   | Чехия      | Славия, Прага | 1-2  | 0-2      |